# Lourdes Vázquez

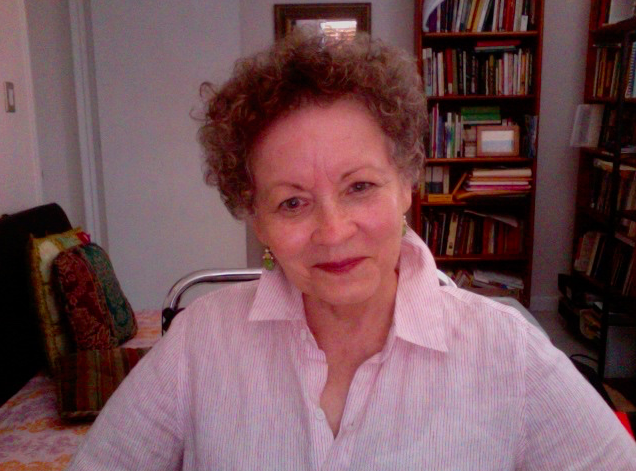
Lourdes Vázquez

Lourdes Vázquez es una escritora nacida en Puerto Rico y residente hace muchos años en los Estados Unidos. Su cuento " La Estatuilla" obtuvo el premio Juan Rulfo de cuento en 2002 en la categoría Literate World; y en el 2004 su Bestiary: Selected Poems 1986-1997, recibió una Mención de Honor en la premiación anual de ForeWord Reviews Book of the Year Awards; además de ser uno de los libros seleccionados en ‘May-June 2004 Picks' del Small Press Review. Su novela Sin ti no soy yo forma parte de: The New Essential Guide to Spanish Reading (2012), compilado por la organización, America Reads Spanish y su traducción al inglés Not Myself Without You fue seleccionada como parte de “2013 Top Ten New" Latino Authors to Watch”. En 2001 fue galardonada con el premio 50 Most Distinguished Latinas in the Tri-State Area Award" El Diario-La Prensa Newspaper (NY). Su libro Las hembras (1987) fue seleccionado por la crítica puertorriqueña como uno de los diez mejores libros del año y Aterrada de cuernos y cuervos, biografía de la poeta Marina Arzola recibió la misma distinción en 1990. Lourdes ha colaborado con un grupo interesante de artistas. Algunas de estas colaboraciones son: el Libro de Artista, Salmos del cuerpo ardiente de Consuelo Gotay (2007); los videos: Meche en doble luna llena (2006) de Adál Maldonado y Gato=Cat (2006 de Andrea Hassellager). Su poesía, cuentos y ensayos han sido publicados en numerosas revistas y periódicos. Muchos de sus trabajos han sido traducidos al inglés, sueco, francés, italiano, portugués, rumano, gallego, catalán y mixteca. En 2008 la Biblioteca y Archivo del Centro de Estudios Puertorriqueños/CUNY la invitó a donar sus documentos. Es miembro del Pen American Center y del Poetry Project y miembro honorífica de la Junta del Center for Latino Arts and Culture de Rutgers University. Es biblioteraria Emeritus de Rutgers University.

## Obra
- - La rosa mecánica. Rio Piedras, P.R.: Ediciones Huracán, 1991. ISBN 0929157141
  - Historias de Pulgarcito. Río Piedras, P.R.: Editorial Cultural, 1999.
  - Hablar sobre Julia: Julia de Burgos: bibliografía 1934- 2002. Austin, TX: SALALM Secretariat, 2002. ISBN 0917617681
  - Desnudo con Huesos=Nude with Bones. La Candelaria, 2003.
  - Park Slope. Duration Press 2003.
  - May the transvestites of my island... Translation by Rosa Alcalá. New York: Belladona Press, 2004.
  - Obituario. Babab, 2004.
  - Bestiary: Selected Poems 1986-1997. Translation by Rosa Alcalá. Tempe: Bilingual Review Press, 2004. ISBN 193101020X
  - La estatuilla. San Juan, PR: Cultural, 2004. ISBN 1567581331
  - Salmos del cuerpo ardiente. Chihuahua Arde, 2004.
  - Salmos del cuerpo ardiente: An Artist Book by Consuelo Gotay. 2007.
  - Samandar: libro de viajes=Book of Travel. Translation by Enriqueta Carrington. Buenos Aires: Tsé Tsé, 2007. ISBN 9789871057610
  - Tres cuentos y un infortunio. Argentina: Fundación A. Ross, 2009. ISBN 9789871133796
  - Compiladora antología: Narradoras latinoamericanas en Estados Unidos. Argentina: Fundación A. Ross, 2009. vol. I ISBN 9789871133819; Vol II ISBN 9789871133802
  - Una muñeca de cerámica…=A porcelain doll.... Wheelhouse Press, 2009.
  - La mujer, el pan y el pordiosero. México: Eón, 2010. ISBN 9786079124083
  - Sin ti no soy yo. (Second Revised Edition.) El Gallo Rojo, 2012. ISBN 9781475137750
  - Not Myself Without You. Translation by Bethany Korps-Edwards. Tempe, AZ: Bilingual Review Press, 2012. ISBN 9781931010689
  - Appunti dalla Terra Frammentata = Registros del Broken-Up Land. Translation by Manuela Derosas. Italy: EDIBOM Edizione Letterarie, Serie Collana Isla, 2012.
  - Le Extrait I. Ca: El Gallo Rojo, 2014. Translation by Philippe Burgos. ISBN 9781495940552
  - Adagio con fugas y ciertos afectos: mis mejores cuentos. Madrid: Editorial Verbum, 2013. ISBN 9788479629014
  - Un enigma esas muñecas. Madrid: Torremozas, 2015. ISBN 9788478396016
  - The Tango Files. Italia: Edizione Arcoiris, 2016. ISBN 978-88-96583-96-8
  - El atardecer de los planetas azules. San Juan: Los libros de la Iguana, 2018. ISBN 978-1-7325539-003
  - Orígenes de los eterno y así las cosas. Madrid: Verbum, 2020. ISBN 978-84--1337-356-0